# Tisha Campbell-Martin
Tisha Michelle Campbell-Martin (Oklahoma City, 13 de octubre de 1968) es una actriz y cantante estadounidense, conocida por su papel protagonista en la serie de televisión Martin y My Wife and Kids, y ahora es protagonista de la nueva serie de televisión "The Protector". Aparte de sus logros en la televisión, ella también tiene logros notables en el cine (incluyendo la franquicia de House Party), el teatro y la música.

## Biografía

### Vida privada
Ella nació en Oklahoma City, Oklahoma, y creció en Newark, Nueva Jersey, donde asistió a Newark Arts High School.
Su madre, Mona era una enfermera, una gerente de talento, cantante de gospel, y maestra de vocalización, y su padre, Clifton Campbell, era un trabajador de fábrica y cantante. Sus padres la alentaron su amor por la música. Tisha tiene dos hermanos menores y una hermana menor.

## Filmografía
| Películas               | Películas                                | Películas         | Películas     |
| Año                     | Título                                   | Rol               | Nota          |
| ----------------------- | ---------------------------------------- | ----------------- | ------------- |
| 1977                    | The Magnificent Major                    | Daisy Bunsen      |               |
| 1986                    | Little Shop of Horrors                   | Chiffon           |               |
| 1988                    | School Daze                              | Jane Toussaint    |               |
| 1989                    | Rooftops                                 | Amber             |               |
| 1990                    | House Party                              | Sidney            |               |
| 1990                    | Another 48 Hrs.                          | Amy Kirkland      |               |
| 1991                    | House Party 2                            | Sidney            |               |
| 1992                    | Boomerang                                | Yvonne            |               |
| 1992                    | Girlz n the Hood                         | Tracey Styles     |               |
| 1994                    | House Party 3                            | Sidney            | cameo         |
| 1996                    | Homeward Bound II: Lost in San Francisco | Sledge            |               |
| 1996                    | Snitch                                   | Steimer           |               |
| 1997                    | Sprung                                   | Brandy            |               |
| 2001                    | Down to Earth                            | Woman in audience | Sin acreditar |
| 2002                    | The Last Place on Earth                  | Ann Field         |               |
| 2008                    | Zack and Miri Make a Porno               | Delaney's Wife    | cameo         |
| 2010                    | Pastor Brown                             | Amanda Carlton    |               |
| 2018                    | Blindspotting                            | Mama Liz          |               |
| 2024                    | Not Another Church Movie                 | Flora Black       |               |
| Películas de Televisión |                                          |                   |               |
| Año                     | Título                                   | Rol               | Nota          |
| 1988                    | Heart and Soul                           | Jamie Sinclair    |               |
| 1990                    | Moe's World                              | Jiwanda           |               |
| 1998                    | The Sweetest Gift                        | Ruby Wilson       |               |
| 2010                    | Wright vs. Wrong                         |                   | Sin acreditar |
| 2011                    | Lemonade Mouth                           | Miss Reznick      |               |

| Televisión                      | Televisión                                      | Televisión                      | Televisión                |
| Año                             | Título                                          | Rol                             | Nota                      |
| ------------------------------- | ----------------------------------------------- | ------------------------------- | ------------------------- |
| 1987–1988                       | Rags to Riches                                  | Marva Foley                     | Coprotagonista            |
| 1992–1997                       | Martin                                          | Gina Waters-Payne / Gina Waters | Rol principal             |
| 1999–2003                       | Cousin Skeeter                                  | Nicole                          | Recurrente                |
| 1998–2000                       | Linc's                                          | Rosalee Lincoln                 |                           |
| 2001–2005                       | My Wife and Kids                                | Janet 'Jay' Kyle                | Rol principal             |
| 2004–2006                       | All of Us                                       | Carmen James                    | Recurrente                |
| 2008–2009                       | Everybody Hates Chris                           | Peaches                         | Recurrente                |
| 2008–2009                       | Rita Rocks                                      | Patty Mannix                    | Rol principal             |
| 2011                            | The Protector                                   | Michelle Dulcett                |                           |
| 2024                            | Everybody Still Hates Chris                     | Peaches                         |                           |
| Invitada especial en Televisión |                                                 |                                 |                           |
| Año                             | Título                                          | Rol                             | Nota                      |
| 1990                            | Shannon's Deal                                  |                                 | 1 episodio, sin acreditar |
| 1991                            | A Different World                               | Josie Webb                      | 2 episodios               |
| 1991                            | The Fresh Prince of Bel Air                     | Kathleen                        | 1 episodio                |
| 1991                            | Blossom                                         | Toni                            | 1 episodio                |
| 1992                            | Roc                                             | Angela Kimbro                   | 1 episodio                |
| 1995, 2000                      | Happily Ever After: Fairy Tales for Every Child |                                 | 2 episodios               |
| 1997                            | Duckman                                         | Ebony Sable                     | 1 episodio                |
| 1997                            | Between Brothers                                | Daisy                           | 1 episodio                |
| 1998                            | Getting Personal                                | Michelle / Sandy                | 1 episodio                |
| 1999                            | Wasteland                                       | Olivia, esposa deVince          | 1 episodio                |
| 2000                            | Sabrina, the Teenage Witch                      | Joyce                           | 1 episodio                |
| 2008                            | The Game                                        | Ella misma                      | 1 episodio                |